# Estadio Dinamo (Majachkalá)
El Estadio Dinamo es un estadio multiusos de la ciudad de Majachkalá, en la República de Daguestán, Rusia. El estadio tiene una capacidad para 16 100 espectadores, fue inaugurado el 31 de mayo de 1927 y sirve, casi en su totalidad, para la práctica del fútbol. En el estadio disputan sus partidos como locales el FC Dynamo Makhachkala y el FC Legion-Dynamo Makhachkala.